# Pandalina profunda
Pandalina profunda is een garnalensoort uit de familie van de Pandalidae. De wetenschappelijke naam van de soort is voor het eerst geldig gepubliceerd in 1946 door Holthuis.